# Jean Alain Rodríguez
Jean Alain Rodríguez Sánchez (Santo Domingo, República Dominicana; 10 de mayo de 1975) es un abogado y político dominicano. Fue procurador general de la República Dominicana en el período 2016-2020.

## Biografía
Nació el 10 de mayo de 1975 en la ciudad de Santo Domingo, Distrito Nacional de la República Dominicana. Es licenciado en Derecho por la Pontificia Universidad Católica Madre y Maestra; cuenta también con tres títulos de maestría en derecho, uno de ellos por derecho penal de la administración máxima y máximos honores, por La Sorbona de París, La Sapienza de Roma y la Escuela Superior de Administración Pública.
Es militante del Partido de la Liberación Dominicana desde los años noventa y desde 2014 es miembro electo del Comité Central del Partido. En la campaña presidencial de Danilo Medina en 2016, participó como coordinador nacional del proyecto “República digital”.
En 1997 inicia su participación en el servicio público como abogado auxiliar de la Procuraduría Fiscal del Distrito Nacional. Posteriormente funge como asesor legal del Instituto Dominicano de Telecomunicaciones y del Ministerio de Turismo, así como miembro de la Junta del Distrito Nacional.
En 2012, el Presidente de República Dominicana, Danilo Medina, lo nombra Director Ejecutivo del Centro de Exportación e Inversión de la República Dominicana, cargo en el que permanece durante cuatro años.
Durante su dirección las exportaciones dominicanas aumentaron 14%, se desarrolló la ventanilla única de inversión y logró un total de 9,500 millones de dólares en inversión extranjera directa en el país.

## Procurador general de la República dominicana
El 16 de agosto de 2016, el presidente Danilo Medina, lo nombró procurador general de la República. Bajo su mandato se reestructuró la Procuraduría creando nuevas direcciones y unidades, como las de prevención; coordinación institucional; de estadísticas y análisis; de campañas sociales; la de Gestión de Cooperación; la de desarrollo legislativo y recaudatorio; y las de atención a víctimas de la violencia.
Entre los principales programas de su administración está la entrega de guías didácticas a estudiantes sobre cómo prevenir la violencia de género y la digitalización de trámites de la institución. También reformó el sistema de investigación criminal y de prisiones, con información unificada de todas las instituciones de gobierno.

## Cargos de Corrupción 2021
El 30 de junio de 2021, las autoridades dominicanas arrestaron a Rodríguez por acusaciones de desviar fondos públicos hacia grupos que apoyaban al Partido de la Liberación Dominicana y destruir registros relacionados con extradiciones, incautación de activos y actividad delictiva durante su mandato como fiscal general de la República Dominicana. Se le acusa de defraudar al estado dominicano en más de RD $ 6 mil millones (US $ 103,4 millones de dólares) como parte de una compleja red criminal cuyas actividades incluían conspiración, fraude, soborno, falsificación de documentos públicos, robo de identidad, ciberdelito y blanqueo de dinero. Rodríguez es el primer fiscal general procesado en la historia del país.
El arresto se produjo luego de que se impidiera a Rodríguez abordar un vuelo con destino a Florida el 24 de junio de 2021. La decisión de impedir que Rodríguez abandonara el país fue controvertida, ya que en ese momento no se había emitido una orden de captura en su contra.
El arresto de Rodríguez se produce como resultado de una investigación de corrupción pública titulada Operación Medusa (español: Operación Medusa dirigida por Yeni Berenice Reynoso, fiscal y directora de la Fiscalía Especializada Anticorrupción del Gobierno) Las autoridades también detuvieron a otros exfuncionarios de la Fiscalía General de la República durante el mandato de Rodríguez, entre ellos Miguel José Moya, Javier Alejandro Forteza, Altagracia Guillén Calzado y Rafael Antonio Mercedes, y allanaron varias propiedades de los detenidos y sus familiares. , incluida una propiedad residencial propiedad de la madre de Rodríguez.
El 13 de julio de 2021, Rodríguez fue enviado a prisión preventiva durante 18 meses. Asimismo, tres exfuncionarios fueron enviados a prisión preventiva, mientras que a otras tres personas implicadas en el caso se les ordenó cumplir su prisión preventiva en arresto domiciliario. El Ministerio Público depositó la noche del sábado 9 de julio del 2022, la acusación formal del caso Medusa,  que tiene como principal acusado al exprocurador Jean Alain Rodríguez. 
En el mes de junio del 2022 el procurador adjunto Wilson Camacho informó que el expediente incluiría nuevos vinculados en el presunto entramado de corrupción, que se puso en marcha en junio de 2021. 
La primera audiencia para el conocimiento del juicio preliminar a la red en el caso Medusa encabezada por el exprocurador general de la República, Jean Alain Rodríguez, por la supuesta estafa de 5 mil millones de pesos al Estado Dominicano, se produce el 12 de agosto del 2022. 
El juez Amauris Martínez, del Tercer Juzgado de la Instrucción del Distrito Nacional, dio inicio a la audiencia a las 11:00 de la mañana con la presentación de las calidades de las partes, llámese imputados, Ministerio Público y las 63 personas involucradas en el expediente. El juez dio un plazo de 60 días hábiles para el inicio del juicio preliminar contra el exprocurador  y los demás implicados en el caso Medusa. La audiencia se fijo para el próximo 19 de diciembre del 2022 a las 9:00 de la mañana. El juez dio un plazo de 20 días al Ministerio Público para subsanar la falta de entrega de los discos duros que contienen la acusación contra todos los implicados y así las defensas tengan acceso a la documentación, esperando que la misma sea visible.
El Jonathan Rodríguez Imbert, ex Director Administrativo de la Procuraduría General de la República, imputados en el caso Medusa, se declara culpable de los hechos fraudulentos que se le imputan. Se ha mostrado dispuesto a colaborar con las autoridades. En total, suman 23 los encartados que admiten su culpabilidad, aunque en esta ocasión, no hizo ningún acuerdo con el Ministerio Público, sino que, según su abogada, Ingrid Hidalgo, llevarán a cabo «una defensa positiva».
Rodríguez ha admitido su participación en el presunto entramado, que está acusado de desviar RD$6,000 millones de pesos, durante la gestión del exprocurador Jean Alain Rodríguez. Es el único de los acusados que ha denunciado haber actuado bajo las directrices del exprocurador Jean Alain Rodríguez.
El expediente del Caso Medusa consta de 12,274 páginas y más de 60 imputados, 40 personas físicas y 20 personas jurídicas, de los cuales 26 han admitido su culpabilidad. tiene unas 10, 917 páginas solo de pruebas y constan de más de cuatro mil medios de pruebas.
El Segundo Tribunal Colegiado del Distrito Nacional varió el primero de mayo del 2025 la medida de coerción que pesa en contra del exprocurador Jean Alain Rodríguez, ordenando el cese del arresto domiciliario y el retiro del grillete electrónico. La jueza que preside el tribunal, Clarivel Nivar,  indicó que mantiene las demás medidas impuestas, consistentes en el pago de garantía económica de 30 millones de pesos, mediante una compañía aseguradora y el impedimento de salida. La jueza no acogió el pedimento del Ministerio Público, quienes solicitaban que el exprocurador de la República continuara bajo arresto domiciliario ya que existía el peligro de fuga y la posible obstrucción de pruebas. Ante esto, el tribunal entendió que, debido al comportamiento de Rodríguez Sánchez durante el proceso judicial, no era necesario que el imputado continuara con el arresto domiciliario y el localizador electrónico